# London Kills
London Kills är en brittisk kriminal- och dramaserie vars första säsong hade premiär den 25 februari 2019. Första säsongen består av fem avsnitt. Serien har sedan blivit förnyad med ytterligare säsonger samtliga bestående av fem avsnitt. Den fjärde säsongen har premiär den 10 juli 2023. Serien är skapad av Paul Marquess som också skrivit seriens manus.

## Handling
Serien kretsar kring Londons främsta kriminalpoliser som utreder de knepigaste fallen i staden. Gruppen leds av kriminalkommissarie David Bradford. Ett av brotten som gruppen försöker lösa rör försvinnandet av Bradfords fru.

## Rollista i urval
- Hugo Speer - David Bradford
- Sharon Small - Vivienne Cole
- Bailey Patrick - Rob Brady
- Tori Allen-Martin -  Billie Fitzgerald
- Jennie Jacques - Amber Saunders
- Maimie McCoy - Grace Harper
- John Michie - Jack Mulgrew
- Benjamin O'Mahony - Ian Durrant